# Ангеларий (село)
Ангеларий (болг. Ангеларий) — село в Болгарии. Находится в Добричской области, входит в общину Тервел. Население составляет 127 человек (на 15 марта 2015 года).

## Политическая ситуация
До упразднения кметства Ангеларий, должность кмета (старосты) исполнял Ружди Абилов Османов (Граждане за европейское развитие Болгарии (ГЕРБ)) по результатам выборов.
Кмет (мэр) общины Тервел — Живко Жеков Георгиев (Болгарская социалистическая партия (БСП)) по результатам выборов.